# Последний отдых Клайда Бракмана
«После́дний о́тдых Кла́йда Бракмана» (англ. «Clyde Bruckman's Final Repose») — четвёртый эпизод третьего сезона телесериала «Секретные материалы», главные герои которого — агенты ФБР, Фокс Малдер (Дэвид Духовны) и Дана Скалли (Джиллиан Андерсон), расследуют сложно поддающиеся научному объяснению преступления, называемые «Секретными материалами». В данном эпизоде Малдер и Скалли расследуют серию убийств прорицателей, пользуясь помощью сварливого, одинокого продавца страховок, Клайда Бракмана, обладающего даром предвидеть смерть людей. Эпизод принадлежит к типу «монстр недели» и никак не связан с основной «мифологией» сериала, заданной в первой серии. 
Премьера эпизода на телевидении состоялась 13 октября 1995 года, собрав у телеэкранов около 15,4 миллиона зрителей. Эпизод получил хвалебные отзывы критиков, был включён в список «10 величайших эпизодов в истории телевидения» по версии TV Guide и получил две премии «Эмми»: в номинациях «Лучший сценарий» и «Лучший актёр второго плана».

## Сюжет
В Сент-Поле, штат Миннесота, пожилой мужчина, Клайд Бракман, выйдя из магазина, сталкивается с высоким, худым мужчиной, Лиллардом, который направляется в салон предсказательницы — мадам Зельме. Лиллард признается гадалке, что иногда видит собственное будущее и совершаемые им «ужасные вещи», после чего жестоко убивает её.
Через несколько дней Малдер и Скалли прибывают на место убийства еще одной гадалки, которая предсказывала будущее по листьям чая, а также коллекционировала кукол. Местная полиция приглашает эксцентричного прорицателя, Изумительного Яппи, помочь в расследовании. Яппи даёт весьма расплывчатые наводки, совершенно не впечатлив агентов, в отличие от полицейских.
Тем временем Бракман, вынося мусор, обнаруживает в баке труп мадам Зельме. На допросе Бракман упоминает детали, неизвестные из открытых источников, и Малдер подозревает, что, в отличие от Яппи, этот экстрасенс – подлинный. Приведя Бракмана в квартиру коллекционерки кукол, агенты узнают от него детали, по которым находят труп женщины. Попытки получить информацию об убийце, приводят Малдера к выводу, что Бракман может видеть лишь детали смерти людей. По брелку, обнаруженному на месте нескольких преступлений, агенты, пользуясь способностями Бракмана, находят в лесу труп Клода Дюкенфильда – владельца инвестиционной компании, которому Бракман, по случайному совпадению, несколькими месяцами ранее продал страховой полис. На одежде Дюкенфельда ФБР находит волокна шёлка, схожие с волокнами, найденными на местах других преступлений.
Бракман получает письмо от убийцы с угрозой убийства и просьбой передать привет агентам, датированное до того, как Бракман начал помогать агентам. Бракман сообщает Малдеру, что убийца сам предвидит, как он убьет Малдера: на кухне ресторана, ножом, после того как Малдер отвлечется, встав ногой в торт на полу. Тем временем Лиллард убивает предсказателя по картам таро, который напророчил убийце, что его жизнь скоро резко изменится с появлением женщины.
Агенты отвозят Бракмана в гостиницу и начинают посменно его охранять. Скалли сближается с Бракманом, но на её вопрос, как она умрет, он отвечает, что этого не произойдет, однако они вместе будут в постели, в особенный для обоих момент. Малдер вызывает Скалли на обследование места убийства гадателя по таро, оставив с Бракманом детектива Хавеса. Выходя из номера, Скалли сталкивается с коридорным, которым оказывается Лиллард. Убийца, дождавшись ухода агентов, проникает в номер Бракмана, где ему удается получить объяснение, что он убивает просто потому, что он – «маньяк-психопат». Тут из туалета выходит Хавес, и Лиллард набрасывается на него. Скалли по одной из карт таро догадывается, что убийца – коридорный. В отеле Малдер замечает Лилларда и бросается в погоню, оказавшись на кухне. Наступив в торт, агент, помня о предсказании Бракмана, оборачивается, но на него сзади с ножом набрасывается Лиллард. Маньяку почти удается убить Малдера, но тут появляется Скалли, точно выстрелив Лилларду в грудь. Не найдя Бракмана в отеле, агенты обнаруживают его мертвым в собственной квартире с пакетом на голове. Присаживаясь на кровать, потрясенная случившимся Скалли находит таблетки у старика в руке. Позднее ночью Скалли, видя по телевизору броскую рекламу Изумительного Яппи, с ненавистью бросает телефонную трубку в телеэкран.

## Производство

### Сценарий

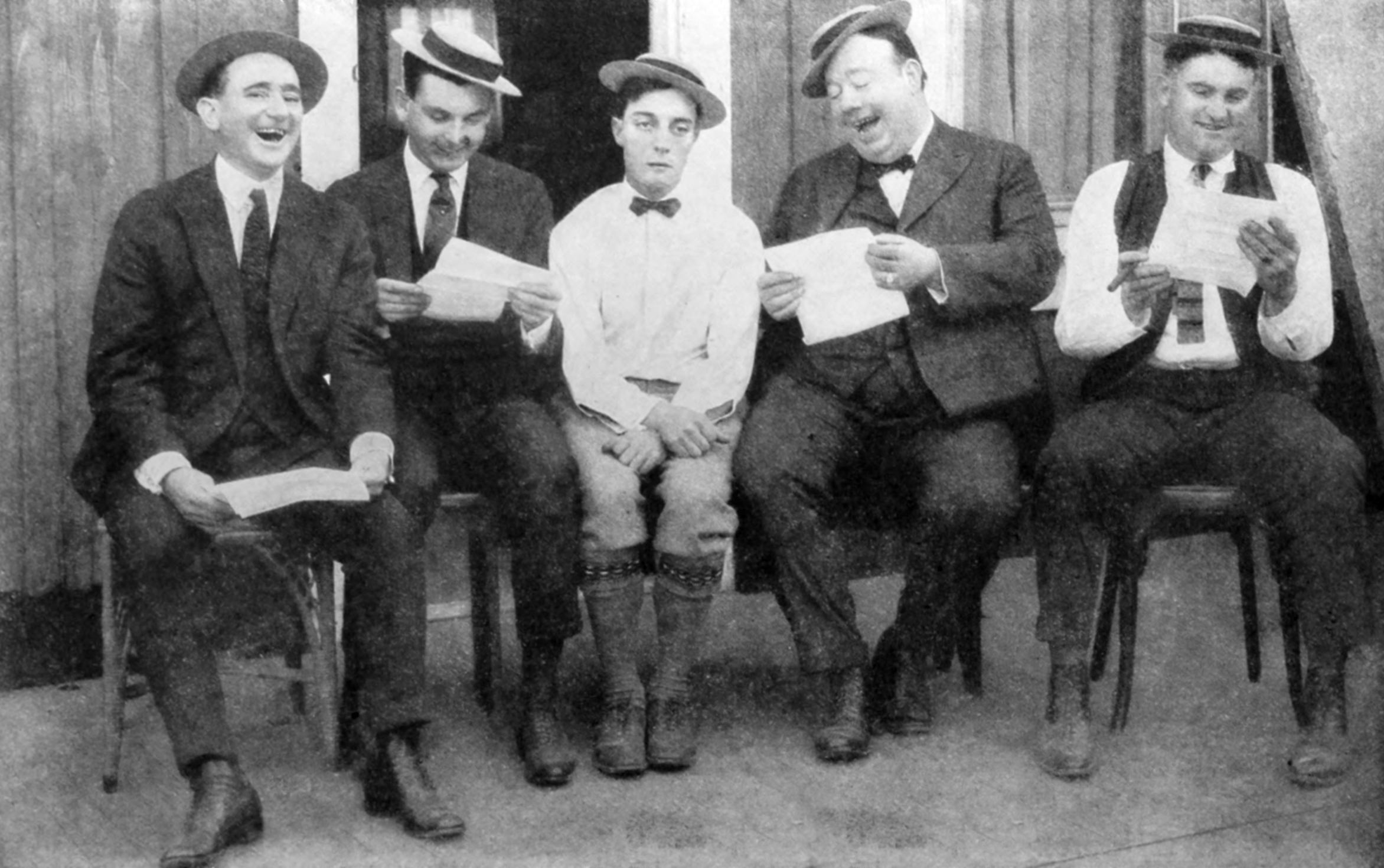
Бастер Китон (в центре) со сценаристами (слева направо) Джо Митчеллом, Клайдом Бракманом, Джином Хавесом и Эдди Клайном (1923 г.)

Сценарий стал вторым для Дэрина Моргана в ходе работы над «Секретными материалами». Первый эпизод автора, «Розыгрыш», стилистически отличался от привычной линии повествования, благодаря, в частности, изрядной доле своеобразного юмора. Посчитав свой сценарный дебют «неправильным», второй эпизод Морган решил написать в более традиционной для сериала манере. В качестве вдохновения сценарист использовал эпизод первого сезона «Где-то за морем» и в своей работе старался имитировать общую тональность этого эпизода. Изначально Морган, переживавший в тот момент депрессию, хотел написать очень мрачный сценарий, но потом решил разбавить серию юмористическими вставками. Например, заявление Бракмана о том, что Малдер умрёт в результате «автоэротической асфиксии», дань увлечению Малдера порнографией, была вставлена исключительно ради смеха. Также Морган «встряхнул» привычный зрителям образ Малдера: в эпизоде агент предстаёт глуповатым и ошибающимся. Это выражается через отношение Малдера к Бракману просто как к феномену,  тогда как Скалли смотрит на провидца, в первую очередь, как на личность. Загадочное предсказание Бракмана о том, что Скалли не умрёт впоследствии, произвело фурор в среде фанатов сериала, однако Морган парировал вопросы утверждением, что Скалли просто могла понравиться Бракману, настолько, что он не хотел её печалить. Фрэнк Спотниц отмечал, что в шестом сезоне, в эпизоде «Титон», Скалли, получив тяжелое ранение, почти умирает, но потом возвращается к жизни, тем самым воплотив предсказание Бракмана.
Имена многих персонажей являются аллюзиями на известных фигур в кинематографе эпохи немого кино. Настоящий Клайд Бракман, сценарист и режиссёр немых фильмов, покончил жизнь самоубийством в 1955 году. Детективы Хавес и Кляйн получили имена в честь сценаристов, работавших с Китоном, Джина Хавеса и Эдди Кляйна. Клод Дюкенфильд – настоящее имя Уильяма Клода Филдса. В свою очередь, название отеля «Ле Дамфино» совпадает с названием лодки в фильме Бастера Китона 1921 года «Лодка».

### Съёмки
Образ Бракмана Дэрин Морган списывал со своего подверженного депрессиям отца, ожидая, что роль исполнит Боб Ньюхарт. Однако позднее на роль был утверждён Питер Бойл: вопреки своему обычному предпочтению нанимать малоизвестных актёров, Крис Картер в этот раз сделал исключение, уповая на выдающийся актёрский талант Бойла.
Роль Изумительного Яппи, которого Морган охарактеризовал как помесь Ури Геллера и Невероятного Крескина, изначально писалась под Яппа Броекера, дублёра Дэвида Духовны. Позднее персонаж появился в эпизоде «„Из открытого космоса“ Джо Чанга», чего нельзя сказать о Стю Чарно. Для мужа бывшей сценаристки «Секретных материалов», Сары Чарно («Обри», «Калушары»), эта роль стала единственной в сериале.
Для сцены сна Бракмана специалисты сериала по спецэффектам Мэтт Бек и Тоби Линдала создали куклу со скелетом из медной проволоки. Конструкция была покрыта желатиновой кожей, которая таяла по мере того, как проволока подвергалась нагреванию. Желатин таял, создавая эффект разлагающегося тела. Последовательность кадров в сцене состояла из восьми сегментов, включавших изображения как самого Бойла, так и куклы и компьютерных спецэффектов. Поскольку режиссёр эпизода, Дэвид Наттер, мог работать лишь с определёнными ограничениями, Дэрин Морган активно участвовал в съёмках эпизода, а также работал над его монтажом. Впрочем, версия Моргана на 10 минут превышала допускаемые временные рамки, и некоторые сцены с участием Бракмана и Скалли всё же пришлось удалить.

## Эфир и отзывы
Премьера «Последнего отдыха Клайда Бракмана» состоялась 13 октября 1995 года на телеканале FOX. Рейтинг Нильсена составил 10,2 балла с долей в 18,0, означающий, что примерно 10,2 процентов из всех оборудованных телевизором домозяйств в США  и 18 процентов от всех домохозяйств, смотревших телевизор в тот вечер, были настроены на премьеру эпизода. Количество зрителей, смотревших премьеру, оценивается в 15,38 миллиона человек. Эпизод получил две премии «Эмми»: Дэрин Морган выиграл награду за «Лучший сценарий», тогда как Питер Бойл победил  в номинации «Лучший актёр второго плана».
Подавляющее большинство критиков дали серии очень высокие отзывы. Роберт Ширман и Ларс Пирсон в книге «Желая верить: Критический путеводитель по Секретным материалам, Тысячелетию и Одиноким стрелкам» (англ. Wanting to Believe: A Critical Guide to The X-Files, Millennium & The Lone Gunmen) дали серии максимально возможные пять звёзд, отметив богатый юмор и освещение мрачных тем в лёгкой манере. Писатель Фил Фарранд в книге «Путеводитель под Секретным материалам от зануды» (англ. The Nitpickers Guide to the X-Files) поставил эпизод на третье место в списке своих любимых серий первых четырёх сезонов. Пола Витарис в журнале «Cinefantastique» присвоила серии максимально возможные четыре звезды, назвав её «одним из тех редких эпизодов, где все сходится вместе – смешное, странное, абсурдное, ироническое и грустное».
Журнал «Entertainment Weekly» присвоил серии редкую оценку «A+» (свыше максимально возможной в обычных условиях), отметив, что «Бойлу очень помогает великолепный сценарий, прекрасно улавливающий один из сюжетных мотивов шоу: о судьбе и одиночестве человека». Обозреватель «The A.V. Club», Зак Хэндлен, оценил эпизод на четыре балла из четырёх, назвав его своим самым любимым из «Секретных материалов», так как серия является одновременно «смешной, страшной и создаёт незабываемых персонажей».
С момента премьеры критики неоднократно относили «Последний отдых Клайда Бракмана» к числу лучших эпизодов «Секретных материалов». Журнал «TV Guide» поставил эпизод на десятое место в списке лучших в истории телевидения, тогда как сайт отзывов «IGN» посчитал его лучшим самостоятельным эпизодом сериала. «Topless Robot» присудил серии девятое место в списке самых смешных эпизодов сериала, а «Starpulse» посчитал её третьей лучшей за историю шоу. Сайт «io9» включил эпизод в «10 теле-эпизодов, изменивших телевидение». Том Кессенич в книге «Examination: An Unauthorized Look at Seasons 6–9 of the X-Files» (рус. Исследование: Неофициальный взгляд на 6-9 сезоны Секретных материалов») назвал эпизод седьмым лучшим эпизодом сериала, отметив «прекрасное сочетание юмора, драмы и пафоса, что удавалось „Секретным материалам“ лучше, чем любому другому шоу за последние десять лет». В 2016 году Айра Мэдисон, обозреватель сайта Vulture.com, назвал эпизод лучшим за историю сериала и «одним из лучших эпизодов за всю историю телевидения».